# Berești-Bistrița
Bereşti-Bistriţa é uma comuna romena localizada no distrito de Bacău, na região de Moldávia. A comuna possui uma área de 37.69 km² e sua população era de 2072 habitantes segundo o censo de 2007.